# Emilio Bozzi
Emilio Bozzi (Milano, 29 aprile 1873 – Milano, 21 settembre 1936) è stato un imprenditore italiano dell'industria meccanica.

## Biografia
Fondò nel 1902 a Milano la "Emilio Bozzi & Co.", che costruiva biciclette. Il marchio utilizzato da Bozzi per le sue biciclette era "Aurora".
Nel 1907 Emilio Bozzi iniziò una joint venture con la Franco Tosi per la commercializzazione di biciclette Wolsit in Italia, di cui aveva l'esclusiva. Nel 1927 la Franco Tosi uscì dalla joint venture, lasciando Bozzi unico proprietario dell'azienda legnanese, che cambiò nome in "Legnano". L'emblema dell'impresa era un'icona, abbozzata da Alfredo Binda, raffigurante il monumento al Guerriero di Legnano. L'azienda produsse il "Ciclomotore Wolsit", fabbricato tra il 1910 ed il 1914. Il brevetto fu venduto nel 1932 alla NSU Motorenwerke AG.
La squadra ciclistica Legnano diventò una delle squadre più vincenti della storia del ciclismo conquistando importanti successi con Eberardo Pavesi (che diventò in seguito dirigente), Alfredo Binda (1925), Gino Bartali (1936), Fausto Coppi (1939) e Ercole Baldini (1956). Nel 1947 la Legnano acquisì anche i diritti dell'industria torinese di biciclette "Frejus".
Qualche anno più tardi, l'azienda produsse anche dei ciclomotori (1953-1979). Il marchio Legnano fu rilevato dalla Bianchi nel 1987. Nel 1997 i marchi Legnano e Bianchi sono stati acquistati dal Gruppo svedese Cycleurope AB, che decise di destinare il primo alle biciclette di alto livello, mentre il secondo alle biciclette meno costose. Il marchio Legnano è stato poi perduto da Bianchi passando, nel 2012, alla "Cicli Esperia" di Cavarzere.